# Mystron
Mystron is een geslacht van rechtvleugeligen uit de familie sabelsprinkhanen (Tettigoniidae). De wetenschappelijke naam van dit geslacht is voor het eerst geldig gepubliceerd in 1999 door Montealegre-Z. & Morris.

## Soorten
Het geslacht Mystron omvat de volgende soorten:
- Mystron beieri Montealegre-Z. & Morris, 1999
- Mystron flavospinus Montealegre-Z. & Morris, 1999